# 雅芝·加里
雅芝·加里（英語：Adrianne Marie Curry，1982年8月6日—），美國模特兒以及電視界艺人。雅芝是《全美超級模特兒新秀大賽》第一季的冠軍。

## 全美超模新秀大賽和事業
雅芝是《全美超級模特兒新秀大賽》第一季的冠軍，比賽前是一名女侍應生。比賽後期和參賽者伊麗絲很友好。在第三集食物中毒，但仍堅持見評判，第7集的全裸鑽石廣告中，只有雅芝和伊麗絲·史威爾願意拍。到了最後階段，雅芝和珊娜·史都華進入最後二強，最後評判選取雅芝成為第一季冠軍。
得到《全美超級模特兒新秀大賽》第一季的冠軍之後，雅芝與經紀公司Wilhelmina簽約，並參與大量電視節目主持活躍於演藝圈。但原先應得到比賽中露華濃的合約，據本人所述並沒有兌現，並說說泰雅沒有幫助她，因此日後與泰雅和該節目不歡而散。雅芝在2006年2月為一百萬美金和花花公子雜誌拍下全裸照，傳言對此泰雅也對雅芝相當不滿，而2008年時雅芝也被投票為花花公子百大性感女郎之一。

## 現實生活
2005年頭，雅芝出現在VH1的《The Surreal Life》第四季。在節目當中，雅芝和Christopher Knight開始約會。兩人於2006年5月27日結婚。但2011年時兩人分布分居消息，狀況外界尚不清楚。
2005年10月3日，雅芝在一個廣播節目中談論了她的雙性戀和與一些女性的許多過去關係。另外，雅芝在另一個廣播節目中，雅芝充分談論了她的性取向，並且她承認她早前有海洛英和可卡因癮。

## 其他資料
- 雅芝是動物愛好者。她有飼養動物包括：塔蘭圖拉毒蛛、兩條狗和一隻名叫Ziggy Stardust的黑貓[1]。她還志願工作幫助病人和搶救受傷的動物。
- 雅芝是星際大戰愛好者，並參與大量Cosplay秀。
- 身高179cm並且有綠色眼睛。

## 站外連結
- 雅芝·加里的Gab帳戶 （页面存档备份，存于）

| 前任： 沒有 | 全美超模新秀冠軍 第一季 | 繼任： 柔愛娜·侯斯 |